# シオデ

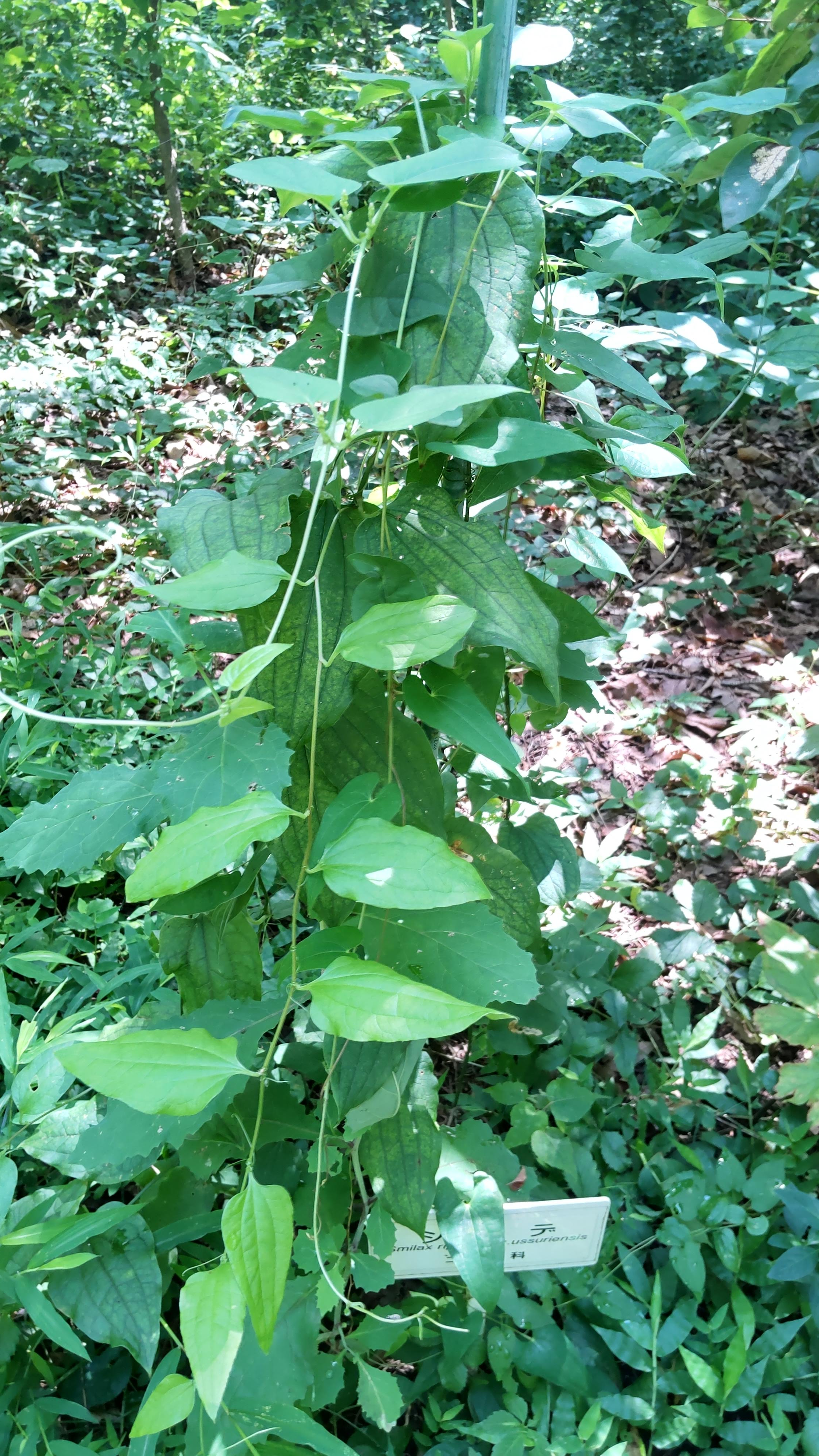
シオデの植物体。

シオデ（牛尾菜、学名: Smilax riparia A.DC.）はユリ科またはサルトリイバラ科の植物。山菜の1種であり、人気が高い。地方によってはシデコ、ソデコ、ヒデコ、ショデとも呼ぶ。近縁種に一回り小さいタチシオデ（立牛尾菜）があるが、山菜採りには区別されていないことも多い。

## 名称
アイヌ語のシュウオンテに由来するとされる。

## 概要
日本（北海道から九州のほぼ）全国に分布する多年草。海抜1000メートルまでの山地にみられる。葉の根元から出る巻きひげで木に巻き付く。
成長すると蔓状に伸びるが、食用には若芽のうちに太くて長い部分を採る。採取時期は初夏。「和製アスパラガス」、「野生のアスパラガス」、「山アスパラガス」とも称される。アスパラガス同様にマヨネーズ和えで食される他、茹でてからおひたし、ゴマ和え、天ぷら、油炒めなどで食される。
長野県で採れたシオデの新芽は皇室献上品にもされている。
夏期には小さな緑色の花を咲かせる（雌雄異株）。果実は約1センチの液果で、秋に黒色に熟する。

## 民謡
シデコを採る際の仕事歌が民謡となっている地方がある。
ヒデコ節
秋田県では、シオデがショデ、ヒデと訛り、秋田弁独特の「コ」が付いて「ヒデコ」と呼ばれる。
元々は『草刈りひでこ』と呼ばれていた。
しょんでこ節、しょうんでこい節
山形県村山地方の民謡。